# Luka Knezevic
Luka David Knezevic (* 23. Januar 1992) ist ein deutscher Schauspieler.

## Leben
Knezevic nahm ab 2005 Schauspielunterricht in der Schauspielschule TASK in Köln. Er spielte bereits in mehreren Fernsehproduktionen mit. Seinen größten Erfolg konnte er mit der Rolle des "Fabian" in dem RTL-Dreiteiler "Die Patin" an der Seite von Veronica Ferres feiern.

## Filmografie
- 2005 Tanzende Feder im Wind, (Nebenrolle), R: Jack Silver
- 2007 Die Patin, RTL 3-Teiler, (Hauptrolle als Fabian), R: Miguel Alexandre
- 2007 Jakobs Bruder, NDR-Fernsehspiel, (Hauptrolle als Jakob), R: Daniel Walta
- 2008 112 – Sie retten Dein Leben, (Episodenrolle), R: Denis Delic